# 高仲勋
高仲勋（1965年1月4日—），中国朝鲜族已退役足球运动员，曾经多次入选国家队，是中国足球史上为数不多的少数民族国脚之一，也被认为是吉林足球的标志性人物。

## 职业生涯

### 青训时期
高仲勋在自己家乡球队吉林省队开始了自己的职业足球生涯。由于出色表现，在1985年国际足联世界青年锦标赛时被征召至中国国家青年足球队，并在该届赛事中的小组赛和八分之一决赛中都有出场。

### 俱乐部时期
1986年12月，在徐根宝上任中国国家足球二队主教练后，由于设定了向国家队输送人才、备战1990年亚运会的正式目标，所以人员组成开始趋向于选择年轻球员，以1967年左右出生、有发展潜力的队员为目标，所以高仲勋在1988年被纳入至该球队中，参加中甲联赛。1989年，高仲勋回归延边大学队，并在1990年随队获得中国足球乙级联赛冠军，升级至中国足球甲级B组联赛。
高仲勋在延边队的出色表现，使其成为了中国足球史上为数不多的少数民族国脚之一，也被认为是吉林足球的标志性人物。1992年亚洲杯时，他随队夺得季军。1993年，高仲勋随吉林三星队获得1993年中国足球甲级B组联赛第四名，升级至甲A联赛。1994年，高仲勋再次被中国国家队征召，随队参加1994年亚运会。在1994年10月1日中国队与土库曼斯坦队的比赛中，高仲勋在第69分钟通过点球的方式攻入一球，帮助球队暂时以2:1的比分领先对手，这是他国家队生涯中的首粒进球，最终中国队2:2战平土库曼斯坦队。
1998年延边敖东时期，在延边队客场对阵重庆队的比赛中，由于不满裁判吹偏哨的行为，高仲勋比赛结束后对着场边记者怒吼“中国足球没戏了”，被认为是中国足坛最经典的几句话之一。2000年，由于延边队降级，高仲勋转会至乙级球队北京宽利足球俱乐部。一年后，由于北京宽利未能升级甲B，高仲勋最终选择退役。

### 教练生涯
2014年，由于延边长白山队原主教练李光浩辞职，高仲勋在联赛仅剩8轮的情况下担任延边长白山队主教练。然而，在高仲勋的带领下延边长白山队最终未能改观局面，延边长白山队以3胜9平17负的成绩位列最后一名。但由于广东日之泉队未能获得2015年中甲联赛资格，延边长白山队“起死回生”递补留在新赛季中甲联赛中。2014年12月5日，朴泰夏接替高仲勋担任延边长白山队主教练，高仲勋的延边教练生涯就此结束。

## 生活
高仲勋的两个儿子都是足球运动员，大儿子高准翼现在效力于中超球队广州恒大淘宝，而小儿子高铭翼效力于中甲联赛石家庄功夫。

## 国家队数据统计
| 年份 | 赛事   | 出场数 | 进球数 |
| ---- | ------ | ------ | ------ |
| 1992 | 亚洲杯 | 2      | 0      |
| 1994 | 亚运会 | 6      | 1      |
| 1996 | 友谊赛 | 2      | 0      |
| 总计 | 总计   | 10     | 1      |